# Kontyos kánya
A kontyos kánya (Lophoictinia isura) a madarak (Aves) osztályának a vágómadár-alakúak (Accipitriformes) rendjéhez, ezen belül a vágómadárfélék (Accipitridae) családjához tartozó Lophoictinia nem egyetlen faja.

## Előfordulása
Ausztrália területén honos.